# Ragnhild Lorentzen
Ragnhild Lorentzen (Rio de Janeiro, 8 de maio de 1968) é a segunda filha da princesa Ragnhild da Noruega e de seu marido, Erling Sven Lorentzen.
É casada com o estadunidense Aaron Matthew Long e vive em São Francisco, na Califórnia, onde possui dois bares. Nasceu no Hospital Amparo Feminino da capital fluminense.